# Rågrecken
Rågrecken är en sjö i Nora kommun i Västmanland och ingår i Göta älvs huvudavrinningsområde. Sjön är 23 meter djup, har en yta på 1,95 kvadratkilometer och befinner sig 185,3 meter över havet. Sjön avvattnas av vattendraget Malälven.

## Delavrinningsområde
Rågrecken ingår i det delavrinningsområde (660848-144302) som SMHI kallar för Inloppet i Rågrecken. Medelhöjden är 211 meter över havet och ytan är 16,41 kvadratkilometer. Det finns inga avrinningsområden uppströms utan avrinningsområdet är högsta punkten. Malälven som avvattnar avrinningsområdet har biflödesordning 3, vilket innebär att vattnet flödar genom totalt 3 vattendrag innan det når havet efter 347 kilometer. Avrinningsområdet består mestadels av skog (70 procent). Avrinningsområdet har 2,15 kvadratkilometer vattenytor vilket ger det en sjöprocent på 13,1 procent.